# Zamarada euterpe
Zamarada euterpe är en fjärilsart som beskrevs av Charles Oberthür 1912. Zamarada euterpe ingår i släktet Zamarada och familjen mätare. Inga underarter finns listade i Catalogue of Life.